# Киберпространство (трилогия)
«Киберпространство» (англ. Sprawl trilogy) — научно-фантастическая трилогия Уильяма Гибсона. В неё входят романы «Нейромант», «Граф Ноль» и «Мона Лиза Овердрайв», также персонажей «Киберпространства» можно встретить в рассказах «Джонни-мнемоник», «Отель „Новая роза“» и «Сожжение Хром». Иногда название трилогии переводят на русский язык как «Муравейник».

## Мир и события
Действия трилогии происходят в недалёком будущем, в котором миром управляют транснациональные корпорации и дзайбацу. Совсем недавно произошла Третья мировая война (основными участниками были США и СССР), в которой, помимо традиционного оружия, стали широко применяться кибернетические атаки, однако её последствия не так очевидны — мир быстро оправился от войны.
Центральной темой романов Гибсона является проблема рождения, существования смерти и признания искусственного интеллекта. В конце первого романа выясняется, что помимо земного ИИ существует ещё один — и он расположен где-то на Альфа Центавра.

### Ключевые элементы «Киберпространства»
- Лёд (англ. ICE, Intrusion Countermeasures Electronics) — программное обеспечение, не допускающее несанкционированный доступ к защищённым данным. Особый, редко встречающийся вид, так называемый «чёрный лёд», может даже убить взломщика, если это будет необходимо (однако такой «лёд» находится вне закона). В «кибепространстве» лёд выглядит как ледяная стена или слой льда, покрывающий данные. Применяется корпорациями для защиты своих данных. Наиболее сильный «лёд» создаётся ИИ (компьютеры, содержащие разум и интеллект). Что интересно, в реальности аналогичные программы называются «firewall», то есть «стена, защищающая от огня». Термин был придуман Томом Мэддоксом (Гибсон в благодарностях после романа прямо говорит об этом). На конференции в Портленде Гибсон заглянул в черновик неопубликованного Мэддоксом рассказа и попросил разрешения взять себе этот термин, который потом использовал в «Сожжении Хром» и «Нейроманте».
- Ледоруб (англ. ice breaker) — программа для взламывания «льда». Выглядит как нечто, что сливается со «льдом» и создаёт в нем проход. Иногда упоминается как «вирус», но создаётся не для самораспространения, а для помощи в проникновении. Например, для выполнения главной задачи, Кейс из «Нейроманта» использует «чрезвычайно мощный, военного назначения ледоруб „Куанг Грейд Марк 11“» китайского производства.
- Киберпространство (англ. Cyberspace) — особое представление пространства, виртуальная реальность. Его основу представляет трёхмерная решетка типа кристаллической, в которой встречаются вкрапления данных в виде объёмных цветных геометрических фигур разной формы.
- Микромодуль (англ. micro-soft) — микропроцессорный модуль, используемый совместно с имплантатом в виде разъёма. Разъём имплантируется за ухо, а сменные модули, при необходимости, подключаются (вставляясь) к нему. Используется для временного получения определённой области знаний (например, понимание иностранного языка или умение пользоваться определенным оборудованием или транспортным средством).
- Киберпространственная дека (англ. cyberspace deck) — устройство, для краткости именуемое «декой», используемое для подключения к киберпространственной решётке-матрице. Для подключения используется набор электродов в виде короны, который надевается на голову и стимулирует через кожу определённые зоны. Другие внешние раздражители при этом отключаются, то есть человек их не чувствует, когда подключён. В состав так же входит компактное устройство, подключаемое к линии связи.
- Октагон (англ. Octagon) — таблетка декстроамфетамина (разновидности амфетамина, сокращённо «декс») бразильского производства в форме восьмиугольника. Имеет стимулирующий эффект, вызывает бодрость, концентрацию внимания, снижает потребность в еде и сне. После окончания действия ведёт к депрессии и утомлению.
- Симстим (англ. Simstim, сокр. от «симулированная стимуляция») — стимуляция нервной системы, создающая неотличимые от реальных ощущения по их записи. Мозг и нервная система пользующегося симстимом подсоединяется к аппарату типа деки, которая проигрывает запись, снятую с нервной системы другого человека. При этом создаётся полная копия визуального и чувственного ощущения актёра симстима, с которого делали запись. Обычно используется для развлечения, звёздами симстима выступают актёры телевизионных «мыльных опер», а технология заменяет показ сериалов по телевидению. В романе она же применяется и с другой целью — подключиться к другому человеку, когда нужно установить с ним связь и узнать, что у него происходит. Но при этом связь односторонняя.
- Фрисайд (англ. Freeside) — скопление космических аппаратов, предназначенных для жизни в космосе, расположенных в точке L5 («верх гравитационного колодца», как говорит Гибсон) в виде сигары или веретена. Фрисайд используется в основном как курортная зона, со своей полицией и законами. Одна из «вилл», под названием «Блуждающий огонёк», принадлежит таинственному клану Тессье-Эшпул, когда-то построившему весь Фрисайд, и находится на одном из концов веретена. Позднее Тессье-Эшпулы отделили «Блуждающий огонёк» от Фрисайда и затерялись где-то на орбите.
- «Хосака» (англ. Hosaka) — производитель компьютерных микрочипов и оборудования на их основе, широко распространённых в мире, описываемом Гибсоном. Одна из транснациональных корпораций — дзайбацу, деятельность которой распространяется шире внешне заметной продажи киберустройств. Чипы и машины «Хосаки» присутствуют во всех книгах трилогии. Так же является маркой продаваемых компьютеров, например «дорогой компьютер „Хосака“, запланированный к массовому производству только в следующем году».